# 寶瓶座82
寶瓶座82，又名BD-07 5913，HD 217701、SAO 146465、HR 8763，是寶瓶座的一颗恒星，视星等为6.15，位于銀經66.44，銀緯-56.97，其B1900.0坐标为赤經22h 57m 21s，赤緯-7° -56.97′ 39″。